# Триннир, Коннор
Коннор Триннир (англ. Connor Trinneer, род. 19 марта 1969, Уолла Уолла) — американский актёр, известный по роли Чарльза «Трипа» Такера III в сериале «Звёздный путь: Энтерпрайз», а также по роли Майкла в сериале «Звёздные врата: Атлантида».

## Биография
Коннор Триннир родился 19 марта 1969 в Уолла-Уолла, штат Вашингтон. Он провёл много лет в Келсо, штат Вашингтон, учился в начальной, средней и высшей школе. Он учился в Тихоокеанском лютеранском университете в Такома, Вашингтон. В университете он играл в футбол. Он окончил с степенью бакалавра школу изобразительных искусств, а затем продолжил получать степень магистра в Университет Миссури-Канзас-Сити.
29 мая 2004 года Триннир женился на Ариане Наварре. 11 октября 2005 у них родился сын Джаспер.
По вероисповеданию — квакер.

## Фильмография
- Скорая помощь (1994—2009)
- Одна жизнь, чтобы жить (1996)
- Прикосновение ангела (1998)
- Золотые крылья Пенсаколы (1998)
- «Скользящие»: 50я серия Prophets and Loss, главарь родратов (1998)
- Чумовые цепи (2000)
- Скрещивание Гидеона (2001)
- 61* (2001)
- Far East (2001)
- Звёздный путь: Энтерпрайз (2001—2005)
- Трекки 2 (2004)
- 4исла (2005)
- Рядом с домом (2006)
- Звёздные врата: Атлантида (2006—2008)
- Морская полиция: Спецотдел (2006)
- Без следа (2006)
- Гриффины (2007)
- Manchild (2007)
- Мыслить как преступник (2008)
- Терминатор: Битва за будущее (2009)
- 24 (2009)
- Бегущие к звёздам (2009)
- Ищейка (2009)
- Линкольн-Хайтс (2009)
- Тень Дункана
- Солнечные псы
- Звёздные врата: Начало (2018)